# Viva Las Vegas (sang)
"Viva Las Vegas" er en komposition af Doc Pomus og Mort Shuman og er indsunget af Elvis Presley. "Viva Las Vegas" var titelnummer til Elvis Presley-filmen Viva Las Vegas fra 1964. Sangen blev indspillet af Elvis hos Radio Recorders i Hollywood den 10. juli 1963.
Sangen blev udsendt som B-side på en singleplade, hvor A-siden var Ray Charles-klassikeren fra 1959, "What'd I Say". Pladen havde RCA-nummeret 47-8360 og var på gaden den 28. april 1964. Selv om singlen ikke nåede særligt langt op på hitlisterne er "Viva Las Vegas" gennem tiden blevet en af Elvis Presleys meget spillede og lettest genkendelige sange. Den er brugt i et utal af film og TV-sammenhænge, både hvor der refereres til byen Las Vegas, men også ofte i situationer, hvor der blot skal illustreres godt humør og afslappet stemning.
Der blev ikke udsendt et samlet soundtrack fra filmen, men "Viva Las Vegas" er bl.a. udkommet på CD'en fra 18. juli 1995 Command Performances – The Essential 60's Masters, vol. 2, som er en samling af de bedre af Elvis' filmsange fra hans mange spillefilm fra 1960'erne. Sangen findes endvidere på CD'en 2nd To None, som blev udsendt af RCA i 2003 som en naturlig opfølger på forrige års succesudgivelse ELV1S 30 #1 HITS.

## Kopiversioner
Der er lavet et utal af kopiversioner i mere eller mindre omskrevet udgave af "Viva Las Vegas", bl.a.:
- Punk-bandet Dead Kennedys havde deres version af "Viva Las Vegas" på deres debut album fra 1980[3].
- Nina Hagen[4] havde sin version af sangen på et album fra 1989.
- ZZ Top indspillede en udgave af "Viva Las Vegas" i deres umiskendelige stil til deres Greatest Hits-album fra 1992
- Ann-Margret, der var Elvis' medspiller i filmen, lavede en version af sangen til filmen The Flintstones in Viva Rock Vegas i 2000 under pseudonymet 'Ann-Margrock' og sangens titel (selvfølgelig) ændret til "Viva Rock Vegas".
- Bruce Springsteen har haft sangen på sit live-repertoire. Han havde endvidere sin udgave af sangen med på albummet The Last Temptation of Elvis, hvor en række kendte kunstnere synger sange, som Elvis gjorde populære. Springsteens version af "Viva Las Vegas" var også med på soundtracket fra filmen Honeymoon in Vegas samt inkluderet på hans opsamlingsalbum fra 2003, The Essential Bruce Springsteen[5].
- The Thrills optrådte med "Viva Las Vegas" (sammen med James Burton) ved Elvis' indlemmelse i den britiske udgave af Music Hall of Fame i 2004
- Wayne Newton har lavet sin version, ligesom fx Dolly Parton, Engelbert Humperdinck, The Blues Brothers, Mort Shuman (komponisten selv) og mange, mange flere.

## Links
- Sangens tekst Arkiveret 2. juli 2012 hos  Wayback Machine